# Tōhoku
Tōhoku (東北地方?, Tōhoku-chihō) è una delle otto regioni del Giappone, situata lungo la quasi totalità della zona nord-orientale dell'isola principale del Paese, Honshū. Tōhoku, in lingua giapponese, significa appunto "nord-est". L'area è nota anche come Michinoku (みちのく?), si estende per circa 67.000 km², e ospita circa 8,7 milioni di abitanti. 
La regione comprende sei prefetture: Akita, Aomori, Fukushima, Iwate, Miyagi e Yamagata.

## Storia

### Periodo antico e classico
In tempi mitologici l'area era conosciuta come Azuma (吾妻, あづま) ed era abitata da Emishi e Ainu.
L'insediamento storico iniziale del Tōhoku avvenne tra il VII e il IX secolo, quando la civiltà e la cultura giapponese erano saldamente radicate nel Giappone centrale e sudoccidentale. Ultima roccaforte degli Emishi a Honshu e luogo di numerose battaglie, la regione ha mantenuto un certo grado di autonomia da Kyoto. Nel XII secolo la regione fu governata come un regno autonomo dalla famiglia dei Fujiwara settentrionali (奥州藤原氏 Ōshū Fujiwara-shi). A consentirgli di mantenersi indipendenti dalla Corte Imperiale di Kyoto era la forza delle loro bande di guerrieri. L'indipendenza terminò nel 1189, quando, dopo una serie di disordini,  furono sopraffatti da Minamoto no Yoritomo.

### Periodo feudale
L'appartenenza di una delle concubine di Minamoto al clan Date ha fatto sì che il potere passasse in mano loro.
Dopo la sottomissione a Tokugawa Ieyasu l'importanza della regione fu accresciuta dal Daimyō Date Masamune (1567–1636), che espanse il commercio e fondò la città di Sendai. Sebbene all'inizio Date Masamune dovette fronteggiare gli attacchi di clan ostili, il successo gli consentì di governare uno dei più grandi feudi dello Shogunato Tokugawa. È noto per aver incoraggiato gli stranieri a recarsi nella sua terra e per il tentativo di stabilire rapporti con il Papa a Roma, probabilmente anche con l'intento di poter ottenere manufatti della tecnologia straniera, simile a quello di altri signori come Oda Nobunaga.

### Epoca moderna
Il Tōhoku rimase a lungo un luogo di turismo, commercio e prosperità. La bellezza e la serenità dei luoghi sono stati elogiati dal poeta haiku errante Matsuo Bashō.
Nel corso della Guerra Boshin il Tohoku prese le parti dello shogun contro l'imperatore Meiji, alla fine vincitore del conflitto. Questo portò l'elite del paese a trattare il Tohoko come una colonia interna, da sfruttare per consentire la crescita del resto del Giappone. Lo sfruttamento venne attuato anche attraverso la manipolazione dell'opinione pubblica attraverso un'informazione critica strumentalizzata, particolarmente attiva dopo lo tsunami che aveva colpito la regione nel giugno del 1896, provocando oltre 26.000 morti, e le carestie del 1902 e del 1905-06. Negli anni '30 del XX secolo la regione divenne centro di produzione degli equipaggiamenti militari, e per questo nel 1945 subì pesanti bombardamenti.
Solo negli anni '60 iniziarono a svilupparsi le industrie siderurgiche, del cemento, dell'industria chimica, della pasta di legno e della raffinazione del petrolio.
Il catastrofico terremoto di magnitudo 9.0 e lo tsunami dell'11 marzo 2011 hanno inflitto ingenti danni lungo la costa orientale del Tōhoku, causando circa 20.000 morti e provocando il disastro della centrale nucleare di Fukushima Dai-Ichi.